# Melksham
Melksham est une ville anglaise située à 16 km à l'est de Bath, sur les bords de la rivière Avon dans le comté du Wiltshire. En 2011, sa population était de 14 677 habitants, ce qui en fait la cinquième localité en nombre d'habitants du Wiltshire après Swindon, Salisbury, Chippenham et Trowbridge.

## Source de la traduction
- (en) Cet article est partiellement ou en totalité issu de l’article de Wikipédia en anglais intitulé « Melksham » (voir la liste des auteurs).